# 语法形式
语法形式有狭义和广义的理解。狭义的语法形式就是指构词（morphology），也就是词法形式；更多时候则是广义的语法形式，既包括词法形式，也包括句法形式，例如虚词、词序、语调等。